# Dolbeau-Mistassini
Dolbeau-Mistassini är en stad (kommun av typen ville) i provinsen Québec i Kanada. Den ligger i regionen Saguenay–Lac-Saint-Jean, i den östra delen av landet, 500 km nordost om huvudstaden Ottawa. Antalet invånare var 13 718 vid folkräkningen 2021. Staden bildades 1997 genom sammanslagning av städerna Dolbeau och Mistassini på varsin sida om Rivière Mistassini. Tätorten (centre de population), som omfattar tätbebyggelse på båda sidor om floden, har behållit namnet Dolbeau.